# Amt Schötmar
Das Amt Schötmar ist ein ehemaliges Amt in der ehemaligen Grafschaft und späterem Fürstentum Lippe mit Sitz in Schötmar. Das Gebiet erstreckte sich auf Teile der Gebiete der heutigen Stadt Bad Salzuflen und der Gemeinde Leopoldshöhe und liegt heute im Kreis Lippe in Nordrhein-Westfalen, Deutschland.

## Geschichte
In der Grafschaft Lippe wurde im Jahr 1730 die bisherige Vogtei Schötmar aus dem Amt Detmold ausgegliedert und zum Amt erhoben und damit zur untersten Verwaltungsinstanz. Die Stadt Salzuflen blieb amtsfrei. Ab 1879 bildete das Amt Schötmar zusammen mit dem Amt Oerlinghausen das Verwaltungsamt Schötmar. Am 1. April 1921 erhielt die Gemeinde Schötmar Stadtrechte und schied damit aus dem Amt Schötmar aus.
1927 wurde das Verwaltungsamt Schötmar in Landratsamt Schötmar umbenannt und zum 1. April 1932 im Zuge der Kreisreform in Lippe schließlich aufgelöst. Das Gebiet des Landratsamts (und damit ebenfalls das Gebiet des Amts Schötmar) wurde mit dem Gebiet des ebenfalls aufgelösten Landratsamts Brake sowie den amtsfreien Städten Oerlinghausen und Barntrup zum neuen Kreis Lemgo zusammengeschlossen. Die Stadt Schötmar wurde am 1. April 1932 in die Stadt Bad Salzuflen eingemeindet, schied am 1. April 1933 wieder aus Bad Salzuflen aus und war seitdem eine Stadt im Kreis Lemgo. Der Kreis Lemgo bildete fortan unmittelbar die unterste Verwaltungsbehörde.
Die Aufgaben der Justiz wurden seit 1879 vom Amtsgericht Salzuflen übernommen.

### Bevölkerungsentwicklung
| Jahr      | 1807 | 1812 | 1835   | 1848   | 1855   | 1861   | 1867   | 1871   | 1885   | 1895   | 1905   | 1910   |
| Einwohner | 7246 | 7583 | 10.204 | 11.124 | 11.029 | 11.343 | 11.355 | 10.300 | 11.856 | 12.689 | 13.865 | 14.448 |

## Amtsgliederung und Einwohner (1. Dezember 1910)
- Schötmar, 4018
- Bexten, Meierei, 69
- Bexterhagen, 286
- Biemsen-Ahmsen, 656
- Biemsen, Meierei, 19
- Ehrsen-Breden, 1049
- Grastrup-Hölsen, 618
- Heerse, Meierei, 53
- Holzhausen, 893
- Lockhausen, 1051
- Nienhagen, 286
- Oberwüsten, 897
- Rittergut Papenhausen, 25
- Retzen-Papenhausen, 755
- Rittergut Schötmar, 6
- Rittergut Steinbeck, 64
- Rittergut Sylbach, 63
- Uebbentrup, Meierei, 24
- Unterwüsten, 909
- Werl-Aspe, 2042
- Wülfer-Bexten, 718
- Anteil am unbewohnten gemeindefreien
Forstbezirk Diestelbruch-Bexten.[4]

## Personen
- Eduard Pustkuchen (1846–1926), Assessor ab 1876